# جون بلوم
جون بلوم (بالإنجليزية: John Bloom)‏ هو ممثل أمريكي، ولد في 19 فبراير 1944 في الولايات المتحدة، وتوفي بنفس المكان في 15 يناير 1999 بسبب مرض.

## أعمال

### أفلام
- (1971) المخلوق العجيب ذو الرأسين
- (1985) التلال لها عيون 2
- (1985) قطار منفلت
- (1987) هاري وآل هندرسون
- (1995) كازينو[2]

## وصلات خارجية
- جون بلوم على موقع IMDb (الإنجليزية)
- جون بلوم على موقع ألو سيني (الفرنسية)
- جون بلوم على موقع أول موفي (الإنجليزية)
- جون بلوم على موقع قاعدة بيانات الأفلام السويدية (السويدية)
- جون بلوم على موقع قاعدة بيانات الفيلم (الإنجليزية)
- جون بلوم على موقع كينوبويسك (الروسية)